# Theres
Theres – miejscowość i gmina w Niemczech, w kraju związkowym Bawaria, w rejencji Dolna Frankonia, w regionie Main-Rhön, w powiecie Haßberge, siedziba wspólnoty administracyjnej Theres. Leży około 7 km na zachód od Haßfurtu, nad Menem, przy autostradzie A70, drodze B26 i linii kolejowej Schweinfurt – Bamberg.

## Polityka
Wójtem jest Hans-Peter Reis. Rada gminy składa się z 15 członków:
|      | CSU | SPD | WG Buch | WG Horhausen | Lista Oberthereser | Razem     |
| 2002 | 5   | 3   | 2       | 1            | 4                  | 15 miejsc |